# Caterpillar 60

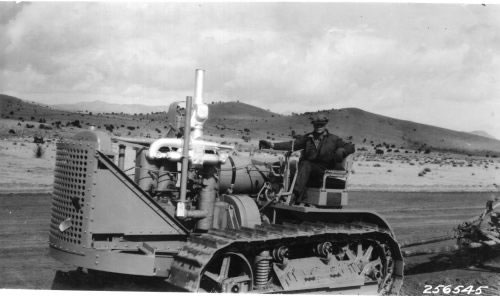
Caterpillar 60, 1931.

Caterpillar 60 é considerado como o primeiro trator de esteira construído no mundo. 
Foi fabricado a partir de 1919 inicialmente pela industria norte-americana C.L.Best Company of California, empresa esta absorvida pela Holt Manufacturing Company em 1925, que se tranformaria na Caterpillar Tractor Co.

## Características
O trator media 1,8 metros de altura, pesando 9.300 quilos. O seu motor de quatro cilindros tinha uma potência de 48 kW. Quando do encerramento de sua produção em 1931, tinham sido produzidas 13.516 máquinas.